# Anglian (Schiff, 1873)
Die Anglian war ein Dampfschiff, welches am 3. März 1873 vom Stapel lief. Gebaut wurde es mit der Baunummer 60 bei der Werft Aitken & Mansel im Glasgower Stadtteil Whiteinch auf dem Clyde.

## Geschichte
Das Schiff wurde von der britischen Union Steam Ship Company als kombiniertes Passagier- und Frachtschiff mit dem Registerhafen Southampton am 2. Juli 1873 in Dienst gestellt und hatte kurzzeitig den Status eines britischen Postdampfers. Zu den ersten Passagieren gehörte der am 6. Oktober 1873 mit der Anglian von Southampton in Richtung Südafrika ausgereiste ordinierte Missionar der Rheinischen Mission Johann Gerdener (1841–1891), der seinen Aufenthalt an Bord des Dampfschiffes beschrieb. Unter den Mitreisenden nach Afrika befanden sich vor allem  Engländer, „Ingenieure, Unternehmer, Arbeiter“, die „eine Eisenbahn dort bauen“ wollten. Auch ein  Kaufmann aus Deutschland zählte mit seinen Angehörigen zu den Passagieren. Der aus Kassel stammende „vornehme“ Händler wollte auf den Diamantenfeldern Südafrikas entdeckte Edelsteine erwerben.
Um 1885 wurde die Anglian vorübergehend als Charterschiff im Rahmen der Gordon Relief Expedition zur Beförderung von Truppen aus Großbritannien nach Ägypten eingesetzt. Aus der 2016 von der Universitäts- und Landesbibliothek Sachsen-Anhalt herausgegebenen Edition: Aus dem Tagebuche des Missionars Johannes Arndt von Wernigerode über seine Reise von Berlin nach Kimberley in Südafrika in der Zeit vom 19. Oktober bis zum 12. Dezember 1881 sind technische Parameter weitestgehend bekannt. Überdies beschrieb der aus einem Pfarrhaus in Wernigerode stammende 24-jährige Arndt das Leben an Bord während seiner Schiffsreise von Hamburg mit Aufenthalt in Southampton nach Südafrika.
Ausgangshafen sämtlicher 20 Reisen der Anglian von Deutschland nach Südafrika in den Jahren von 1881 bis 1894 war Hamburg. Sie fuhr unter der Handelsflagge Großbritanniens, der Red Ensign, und hatte am zweiten Mast die Hausflagge der britischen Reederei Union Steam Ship Company während Arndts Überfahrt von Europa nach Afrika 1881 aufgezogen. Unter den Passagieren befanden sich mehrheitlich Auswanderer, die zuerst nach Southampton fuhren und von dort nach Südafrika weiterreisten. Einige Passagiere beendeten in Kapstadt ihre Seefahrt und andere reisten mit diesem Dampfschiff weiter nach Port Elizabeth (Algoa Bay) und East London oder bis Natal, um dann auf Landweg zu ihrem endgültigen Reiseziel zu gelangen.

## Das Schiff
Das kombinierte Segel-/Dampfschiff hatte eine Länge von 97,2 m, eine Breite von 10,9 m und einen maximalen Tiefgang von 8,5 m (26,4 Fuß). Es hatte einen eisernen Rumpf und zwei Masten. Die Anglian besaß anfangs eine Zweizylinder-Dampfmaschine und wurde um 1885/86 mit dreifachen Expansionsmotoren ausgerüstet, die 270 hp (201 kW) leisteten. Die Vermessung betrug 2159 Bruttoregistertonnen bzw. 1354 Nettoregistertonnen.

### Ausstattung
Auf Deck gab es die Kajüten für den Kapitän, die Offiziere und die Ingenieure. Die Passagiere der ersten Klasse durften sich an Oberdeck aufhalten. Unter Deck befanden sich Speisesalons, Kabinen der ersten und zweiten Klasse und ein Kaufladen. Mangels Passagieren erster Klasse durften die Reisenden, die Unterkünfte in der zweiten Klasse gebucht hatten, wie Arndt, die komfortableren Quartiere der ersten Klasse für die Schiffsreise nach Südafrika bewohnen.
Als Beleuchtung im Speisesalon der ersten Klasse dienten sechs Petroleum-Hängelampen. Zur Ausstattung des Salons gehörte auch ein Piano, das gelegentlich bei dem Englischen hochkirchlichen Gottesdienst sonntags um 10.30 Uhr zum Einsatz kam. Vom Salon aus konnten die Kabinen der 1. Klasse betreten werden, in denen jeweils zwei Doppelstock-Betten aufgestellt waren und es Waschbecken mit Abflüssen sowie Zuleitungen für Warm- und Kaltwasser gab. Eine Ablage für kleineres Reisegepäck – ähnlich der Aufbewahrungseinrichtung in den seinerzeitigen Abteilwagen der Eisenbahn – befand sich jeweils über zwei Betten.

### Rettungsmittel
Die Anglian führte sieben Rettungsboote, die mit Wasser und Zwieback ausgestattet sein sollten. Rettungsringe bestanden aus Kork, das mit Leder oder Leinwand bezogen war. Für Notfälle bei Nacht gab es Leuchtmarkierungen mit fünf Minuten Leuchtdauer. Gelegentlich löste der Kapitän Alarmübungen für die Mannschaft aus, um auf einen möglichen Ernstfall vorbereitet zu sein, etwa bei Ausbruch von Feuer an Bord. Dabei wurde auch der Einsatz der Rettungsboote nach Erteilen eines entsprechenden Signals geübt.

### Frachtraum
In der Nähe der Kommandobrücke gab es Stallungen für das Schlachtvieh, darunter Kühe, Schweine, Gänse, Enten und Hühner. Als Fracht für Bloemfontein befanden sich bei der Fahrt der Anglian im Herbst 1881 von Hamburg nach Südafrika 15 Schafsböcke aus Deutschland an Bord. Die Transportkosten für die Frachtgüter wurden nicht nach Gewicht, sondern nach ihrem Raum- oder Kubikinhalt berechnet.

### Zwischenaufenthalt in Kapstadt
An Bord der Anglian wurde u. a. Post für Afrika transportiert, auch noch als sie nicht mehr die Rechtsstellung eines Postdampfers hatte. Beispielsweise wurden Briefe während des Zwischenaufenthalts in Kapstadt nach Eintreffen des Lotsen am 22. November 1881 von Bord abgeholt. Passagiere hatten Gelegenheit, an Land zu gehen, mussten jedoch „abends spät wieder an Bord kommen“. Wer zu spät zum Hafen zurückkam, musste damit rechnen, dass die Anglian „schon ausgelaufen sei“, jedoch noch „auf hoher See vor Anker“ lag. So erlebten es die Passagiere Johannes Arndt und sein Amtskollege Dietrich Baumhöfner, als beide den Zwischenaufenthalt zu einem musikalischen Einsatz mit ihren mitgeführten Blechblasinstrumenten bei dem lutherischen Pfarrer der deutschen St.-Martini-Gemeinde in Kapstadt, Hugo Hahn, nutzten. Gegen ein Entgelt wurden beide Reisenden mit ihrem „wenigen Gepäck“ in einem Boot zur Reede befördert und konnten mittels einer „steilen Schiffsleiter“ auf die Anglian durch Überwindung der hohen Schiffwand hinaufklettern.

### Schiffsbesatzung
Die Schiffsbesatzung unter Kapitän H. Owen im Oktober 1881, bestehend aus den Offizieren, den Matrosen, Heizern wie auch den Servicekräften, z. B. Köchen, Bäcker, einem Oberkellner und den Stewards, betrug rund 70 Mann. Die Schiffsglocke wurde in einem Vierstundentakt geläutet, beginnend mit 12 Uhr. Das war zugleich der Dienstbeginn bzw. das -ende der Offiziere und Ingenieure sowie weiterer leitender Besatzungsmitglieder, aber auch der Schichtbeginn für die Heizer. Zum Besitz des Schiffskapitäns Owen gehörte ein Kanarienvogel, der bewundert wurde, insbesondere da er „in seinem Ringe im Käfig sitzend sich immer senkrecht zum Mittelpunkt der Erde befand und daher nicht seekrank werden konnte“ im Gegensatz zu einigen Passagieren. Laut dem Fotografen und Schiffsmaler Allan C. Green (1878–1954) gab es auf der Anglian unter australischer Flagge eine Bordkatze (engl. „work cat“). Sie hatte die Aufgabe, im Frachtraum und in der Kombüse Mäuse zu jagen und diese zu dezimieren.

### Verpflegung
Vorwiegend bestand die Verpflegung auf Auswanderschiffen aus Hülsenfrüchte-Suppen, die mit Erbsen, Speck und Salzfleisch gekocht wurden.
Zum Frühstück gab es auf der Anglian unter Führung von Kapitän Howen Weißbrot, Butter und Grütze zu essen und für die deutschen Reisenden Kaffee zu trinken, während die Engländer Tee zu sich nahmen. Zudem stand verdünnte Kondensmilch bereit. Das Mittagessen wurde reichlich mit Fleisch und Kartoffeln serviert, „selten Suppe“ außer „sonntags“, schrieb Passagier Arndt 1881 in sein Tagebuch. Gelegentlich wurden zum Nachtisch Pflaumen mit Reis oder Pudding angeboten. Das Abendbrot bestand vor allem aus Butterbrot sowie Fleisch und als Getränk gab es Tee für alle.

## Auswanderschiff
Die Anglian nahm – als sie unter britischer Flagge fuhr – Auswanderungswillige vornehmlich in Hamburg an Bord, um sie nach Südafrika zu verbringen. Beispielsweise befanden sich als Auswanderer am 14. Januar 1882 eine Familie und 14 Einzelpersonen an Bord. Diese Passagiere kamen aus verschiedenen deutschen Gegenden, die entweder nach Kapstadt oder nach East London die Passage gebucht hatten. Der jeweilige Kapitän hatte ein besonderes Verzeichnis über diejenigen Personen anzulegen, die über den Seeweg via Southampton nach Afrika einwandern wollten. H. Owen war letztmals im zweiten Halbjahr 1890 für die Führung der Anglian verantwortlich, nachdem er zwischenzeitlich Kapitän des britischen Dampfschiffes Arab war und auch dort u. a. die Aufgabe hatte, alle Personen, die sich für die Einwanderung nach Afrika aufmachten, besonders zu registrieren. Nach Owens endgültigem Ausscheiden als Kapitän waren bis 1894 noch vier weitere englische Schiffsführer für die Anglian verantwortlich: Capitain E. J. Tyacke; Capitain J. G. Briggs; Capitain W. H. Smyth; Capitain F. J. Moseley.

### Herkunft der Auswanderer
In der Passagierliste für die Überfahrt von Hamburg nach Afrika via Southampton wurde die Herkunft der Auswanderer festgehalten einschließlich der zusammenreisenden Familienmitglieder. Kapitän Owen hatte bei Abfahrt der Anglian am 21. Oktober 1881 in die Emigrations-Liste 52 Personen verzeichnet. Darunter befand sich der spätere deutsche Missionar Johannes Arndt.
Die Auswanderer stammten vor allem aus Städten und Gemeinden im Deutschen Reich. Aus Berlin kamen drei; Danzig sechs; Hamburg sieben; Kassel zwei; Kiel einer, aus Käsemark sechs; Königsberg zwei; Thonberg (Leipzig) drei sowie aus Melsungen, Neustädtel je einer der Passagiere; aus Neustrelitz acht; Rathenow drei; Schleswig zwei; aus Strasburg, Tann und Wolfenbüttel je einer. Vereinzelt waren an Bord auch Auswanderer aus anderen Ländern wie im Herbst 1881 aus Dänemark, Polen und Norwegen; je einer kam aus Kopenhagen, Zezulin Pierwszy und Bergen.
Die Zielhäfen der Ausreisewilligen mit der Anglian lagen in Madeira, Kapstadt, in der Algoa-Bucht, in East London und in der damaligen britischen Kolonie Natal.
Der 18-jährige jüdische Mitbewohner Arndts in der Schiffskabine erster Klasse auf der Anglian J. Levy-Spirovom, aus Melsungen bei Kassel, hatte am 21. Oktober 1881 Kapstadt als Reiseziel angegeben.

## Weiterverkauf
Die Anglian wurde 1894 von der Reederei Huddart, Parker & Co Ltd in Melbourne gekauft und fuhr danach mit Heimathafen Melbourne im Liniendienst zwischen Auckland und Sydney, ab 1902 mit Heimathafen Hobart zwischen Sydney und Hobart. Der Verkauf des britischen Schiffes durch die Union Steamship Company (Limited) fand in der britischen Presse Beachtung. Von dem neuen Eigentümer wurde die Anglian mit elektrischem Licht ausgestattet und die Unterkünfte auf mehr als 200 Passagiere erweitert.
Nach ihrem Einsatz als Handelsschiff zwischen Australien und Neuseeland verkehrte die Anglian über ein Jahrzehnt lang in der australischen Küstenschifffahrt.

### Aquarell
Dieses Schiff der Huddart-Parker Line wurde in Fahrt als farbiges Aquarell von Allan C. Green gemalt, nachdem es ab 1895 als „S. S. Anglian“  Handelsgüter nach Neuseeland transportierte. Die rechteckige, rote Reedereiflagge von Huddart Parker &  Co. mit blauem Saltire und die Buchstaben „HP“ sowie die Zeichen „&  Co.“ an den Seiten des Andreaskreuzes schmückte das Gemälde. Es wurde betitelt mit S. S. Anglian. Diese Reedereiflagge wurde von 1876 bis 1912 verwendet. In den Folgejahren trug die Reederei- bzw. Hausflagge nur die Buchstaben „HP“ ohne den Hinweis auf vorhandene Miteigentümer der Kapitalgesellschaft Limited (Ltd).

### Schwarz-Weiß-Foto
Der auf Schiffmotive spezialisierte Künstler David Alexander De Maus (1847–1925) fotografierte die Anglian im Hafen von Port Chalmers.

## Verbleib
Im Jahr 1913 wurde das Schiff außer Dienst gestellt und anschließend als Hulk in Adelaide zur Lagerung von Kohlen verwendet. Im Jahr 1930 überführte man das Schiff nach Sydney, wo es verschrottet werden sollte. Am 2. August 1933 wurde der Hulk von Sydney aus auf See geschleppt und im Seegebiet 34° 1′ 0″ S, 151° 40′ 0″ O vor den Sydney Heads versenkt.